# Lama Puntso
Lama Puntso, né sous le nom Pierre Haenen, à Bruxelles le 23 janvier 1961, a été enseignant, moine bouddhiste, et responsable du centre Dhagpo Bordeaux(Aquitaine) et des programmes de Dhagpo Kagyu Ling (Dordogne), centre d'étude et de méditation bouddhiste. Outre l’enseignement traditionnel, il a animé l'Atelier des savoirs, un espace de rencontres interdisciplinaires dans lequel ont été explorées des questions d'actualité à la lumière du bouddhisme.

## Biographie
Étudiant en linguistique, il arrête ses études à l’âge de 21 ans, à la suite de sa rencontre à Dhagpo Kagyu Ling,, centre d’étude et de méditation bouddhiste, avec Guendune Rinpoché dont il suit alors les enseignements,,.  
Rapidement, il intègre la communauté, devient moine et se prépare à la traditionnelle retraite de trois ans. Durant quatre années, il étudie et intègre les pratiques méditatives, commence à voyager dans les centres urbains reliés à Dhagpo pour enseigner et participe à l’accueil du public à Dhagpo.
Il accomplit deux retraites successives de trois ans sous la guidance de Guendune Rinpoché, retraites durant lesquelles il s’investit à plein temps dans l’étude et la méditation. À l'issue de celles-ci, il a 33 ans et s'installe à Dhagpo Kagyu Ling où il soutient l’activité de Jigmé Rinpoché, directeur spirituel du centre, et devient responsable du des enseignements, en France et en Europe (Angleterre, Espagne, Italie, Belgique, Allemagne).
Il anime aussi, en collaboration avec Anila Trinlé, l'Atelier des savoirs, un espace de rencontres et de réflexions interdisciplinaires dans le but de décrypter et comprendre les questions actuelles à la lumière du bouddhisme,
Dans ce cadre, il explore de multiples thèmes tels que l’accompagnement de la fin de vie et du deuil, le management, l’éducation, les technologies émergentes et collabore avec de nombreux acteurs de la société civile tels que Christophe Fauré qui le considère comme son guide spirituel,,,, Hervé Mignot, Dominique Davous ou Pascale Vinant,. Ces réflexions ont donné naissance à des séminaires interdisciplinaires organisés à Dhagpo Kagyu Ling et des conférences et interventions dans différents cadres.
Au début des années 2000, il participe à l'étude doctorale de Thierry Mathé qui décrit le parcours de Lama Puntso et cite ses entretiens et conférences dans sa thèse.
Tout en gardant son activité en Dordogne, à la demande de Jigmé Rinpoché, il s’investit en 2008 dans la création et le développement de Dhagpo Bordeaux, un centre d’étude et de méditation urbain, en explorant à travers l'activité de ce centre l'interaction entre le bouddhisme et la cité.
De 2010 à 2016, il renonce à ses vœux de moine et crée une entreprise de formations appelées « Libres Sources » afin d’intégrer concrètement le fruit de ses réflexions au monde professionnel. Il mène également un groupe de réflexion pragmatique, « dharmanagement », la rencontre de l'enseignement du Bouddha et du management, rassemblant des cadres et des responsables de la vie professionnelle.
Il reprend ensuite ses vœux de moine « afin de pouvoir s’investir à plein temps dans l’étude, la réflexion et la mise en pratique des enseignements du Bouddha », principalement à Dhagpo Kagyu Ling et à Dhagpo Bordeaux,.
La justice a ouvert une enquête, le 21 mai 2021, concernant lama Puntso visé par des accusations de viol et d’agressions sexuelles, faits qui auraient été commis à Dhagpo Kagyu Ling (Dordogne).
Tout était parti d’un groupe qui s’est constitué au sein de la communauté. Il avait écrit un courriel, en février 2021. « Nous avons eu connaissance de faits très graves concernant les agissements de lama Puntso », écrivait ce collectif baptisé "Prendre soin". Venait ensuite une liste : « Viol sur une femme résidente dans le centre Dhagpo en 1998, agression sexuelle sur un garçon mineur, stagiaire à Dhagpo, en 2000, actes sexuels inappropriés en raison d’un consentement limité par la position hiérarchique et l’influence spirituelle et psychologique avec une femme résidant à Dhagpo en 2005. »
En septembre 2020, lama Puntso envoie une lettre pour présenter sa démission de toutes ses fonctions, sans en préciser la raison.
Finalement, le 23 août 2023, le parquet a informé les requérantes que « les faits étaient couverts par la prescription et ne pouvaient donner lieu à des poursuites pénales ». Dans un courrier auquel le journal « Sud Ouest » a eu accès, le procureur dévoile que « le mis en cause a été placé en garde à vue en mai 2023 et a reconnu les rapports sexuels », tout en contestant la contrainte (un élément constituant le viol). « Il résulte toutefois des auditions que lama Puntso a manifestement profité de l’autorité qu’il pouvait avoir sur les bénévoles ou stagiaires pour obtenir des rapports sexuels. » 

## Réflexions et activités

### Interdisciplinarité
Lama Puntso a co-organisé et animé des séminaires interdisciplinaires :
- Éthique et fin de vie[29] (Dhagpo Bordeaux - 2013)
- Quand les générations se rencontrent[30] – Écouter pour se comprendre (Dhagpo Kagyu Ling - 2015)
- Technologies, éthique et cognition (Dhagpo Bordeaux - 2016)[31]

Ces rencontres interdisciplinaires ont permis le dialogue entre des médecins, des éducateurs, des universitaires et des enseignants bouddhistes.

### Inter-religieux
Lama Puntso participe à l'organisation de sessions de dialogue inter-religieux débutées à Dagpo Kagyu Ling vers 1998.
En 2011 à Bordeaux, il participe au programme d'animation de l'Union bouddhiste de France quand les reliques du Bouddha hébergées à la Pagode de Vincennes depuis 2009 sont prêtées pour la première fois
Lama Puntso a organisé et participé à plusieurs rencontres entre Jigmé Rinpoché, directeur spirituel de Dhagpo Kagyu Ling (Dordogne) et Robert Le Gall, archevêque de Toulouse, dont la dernière a eu lieu en 2015.

### Bouddhisme et management
Dharmanagement (de Dharma : enseignement du Bouddha en sanscrit et management) est un groupe de réflexion co-animé par lama Puntso qui rassemble des cadres et des responsables en entreprises afin de réfléchir à leur activité professionnelle à la lumière du bouddhisme. La démarche se résume ainsi :
« L’activité professionnelle prend une place importante dans nos[style à revoir] vies, aussi vaut-t-elle la peine d’être réfléchie et revisitée. Les femmes et les hommes, qui assument leurs missions, manquent de plus en plus souvent de repères sur le sens de leur activité et la motivation de leur démarche, ce qui génère souffrance et mal être. Néanmoins, les objectifs de performances ne peuvent être négligés. Cela nous amène à nous interroger sur une autre façon de vivre le management.
Notre question est directe : la bienveillance peut-elle trouver sa place dans le management d’une équipe, pour les autres et pour soi ? Et si oui, sous quelles formes peut-elle se déployer ? »
Une dynamique collaborative anime le groupe pour co-construire une approche managériale fondée sur la bienveillance ancrée dans le quotidien.
Une des références de ce groupe est l'ouvrage de Jigmé Rinpoché : " Être serein et efficace au travail. "

### L’accompagnement
« Accompagner ne relève pas seulement d’un savoir-faire, c’est avant tout un savoir-être et ce savoir-être se cultive. Lorsque nous parlons d’être présent à une personne en souffrance, il s’agit en fait d’être conscient de ce que nous vivons à l’instant même de la présence, de développer la conscience de ce que vit l’autre, tout en étant présent à l’environnement, aussi bien structurel que relationnel de la personne accompagnée. » (La présence, Anila Trinlé, Rabsel éditions)  
En collaboration avec Anilé Trinlé, moniale bouddhiste, accompagnante et formatrice de bénévoles d’accompagnement, Lama Puntso mène réflexion et activité dans le domaine de l’accompagnement du deuil et de la fin de vie. Dans les années 1990, il crée une association d’accompagnement « Semdrel » qui vivra pendant 15 ans et accompagnera les malades à l’hôpital de Sarlat ainsi que des personnes à domicile.
Animant de nombreux stages sur le thème du deuil, de la fin de vie et de l’accompagnement, il préface également l’essai d’anila Trinlé édité chez Rabsel Éditions : La présence, un savoir être à cultiver.

## Publications

### Collectif
- La Quête du sens, collectif, Albin Michel, 2000, réed. 2004. Avec Cheikh Khaled Bentounès, Marie de Hennezel, Roland Rech, Stan Rougier, Christiane Singer, Swâmi Saraswati, Jean-Paul Guetny, Richard Moss.
- La fragilité, faiblesse ou richesse ?, Avec Marie Balmary, Lytta Basset, Xavier Emmanuelli, Éric Geoffroy, Elena Lasida, Bernard Ugeux et Jean Vanier, Paris, Albin Michel, 2009.

### Préface
- Avec Jigmé Rimpoché, Tara verte : commentaire, Lama Yéshé Nyingpo, Dzambala, 2002
- La Présence, un savoir-être à cultiver, Anila Trinlé, Rabsel éditions, 2014,  (ISBN 9791093883014)

### Articles
- Revue de la société de thanatologie, Études sur la mort 2014/2 no 146 : "Le Bouddhisme et la Mort"[39]
- Regard Bouddhiste no 06 - Septembre / Octobre 2014 : "La Vie professionnelle : Une éthique au quotidien[40]"
- Regard Bouddhiste no 08 - Janvier / Février 2015 : "Vivre libre, les stages pour adolescents"
- Articles répertoriés sur le site de l'Union bouddhiste de France[41]

### Conférences
- Le Bouddhisme comme voie de transformation de la subjectivité ? Paris novembre 2015[42]
- Pensée et sacré[43] philoctètes France, Paris mars 2009
- Cycle de conférences à Bordeaux (dans le cadre de Dhagpo Bordeaux) de 2009 à 2016[44]

### ÉmissionSagesses bouddhistes(France 2)
- « Le bonheur et la souffrance sont de notre responsabilité », 10 décembre 2000[45]
- « Gampopa », 3 août 2008[46]
- « Comment concilier l’estime de soi et le non soi » 20 avril 2014[47]
- « L’adolescence, un tournant difficile » 29 mars 2009[48]
- « Vivre la culpabilité autrement » 16 novembre 2014[49]
- « La place de la foi dans le bouddhisme vajrayana » mai 2019[50]